# Gaetano Sacchi
Gaetano Sacchi (Pavia, 6 dicembre 1824 – Roma, 25 febbraio 1886) è stato un militare e patriota italiano.
Fu senatore del regno d'Italia nella XIII legislatura.

## Biografia
Figlio di Pasquale e di Antonia Cucchi, a causa di problemi economici nei quali versava la sua famiglia, nel 1842 interruppe gli studi di legge e si arruolò nella marina mercantile sabauda. Nel 1843, a Montevideo, aderì alla Legione italiana di Francesco Anzani e Giuseppe Garibaldi, combattendo nelle numerose battaglie per la libertà dei popoli del Rio Grande e della Repubblica Orientale dell'Uruguay. Raggiunse il grado di capitano e fu ferito nel combattimento di Sant'Antonio del Salto l'8 febbraio 1846. In quegli anni si unì in matrimonio con l'uruguayana Encarnación de Lyon Garabito.
Allo scoppio della prima guerra d'indipendenza, nel 1848, Sacchi rientrò in Italia al seguito di Garibaldi. Combatté con valore alla difesa della Repubblica Romana con il grado di colonnello.
Nella guerra del 1859 si arruolò nei Cacciatori delle Alpi, con il grado di maggiore. Passato nell'esercito regolare piemontese come comandante del 46º reggimento di linea, non poté seguire Garibaldi con i Mille nella spedizione in Sicilia, ma guidò la quarta spedizione di 2.000 volontari (tra i quali 200 bresciani) a sostegno delle truppe garibaldine. Comandante della "Brigata Sacchi", prese parte ai combattimenti di Caiazzo, alla battaglia del Volturno e all'assedio di Capua.
Nominato generale comandante della divisione militare di Catanzaro, si adoperò nella lotta contro il brigantaggio in Calabria fino al 1870. Il conflitto interiore tra il suo spirito libertario e l'esigenza di ristabilire l'ordine è stata narrata in forma romanzesca da Mino Milani.
Il 16 novembre 1876 fu nominato senatore del Regno d'Italia. Le sue carte, comprendenti anche un Memoriale autobiografico che parte dalle battaglia di Sant'Antonio (1846) alla repressione dell'ultimo brigantaggio in Calabria (1869), furono donate all'Archivio Storico Civico di Pavia.

Gli è dedicata una via di Roma, non lontana dal Parco del Gianicolo.

## Opere

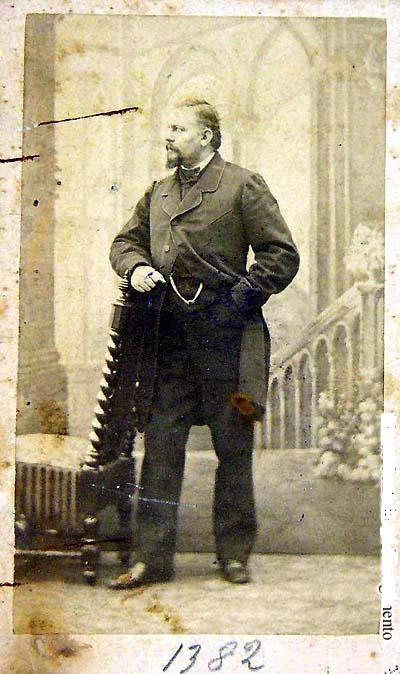
Gaetano Sacchi ritratto nello studio fotografico di Cesare Bernieri a Torino

- Relazione sui fatti d'arme della Brigata Sacchi nella Campagna del 1860 dal 19 luglio 1860 al 12 febbraio 1861, pubblicato in Bollettino della Società pavese di Storia Patria, Volume XIII, Mattei & C. Editori, Pavia, 1913.